# Jardín Florido

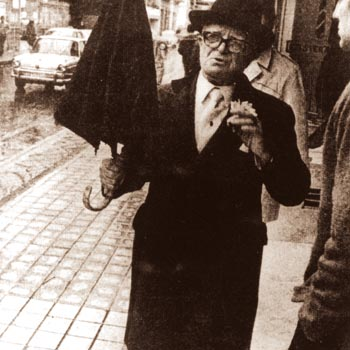
Jardín Florido por el centro de Córdoba.

Fernando Albiero Bertapelle, más conocido como Jardín Florido (Italia o provincia de Santa Fe, c. 1875 - Córdoba, 9 o 10 de julio de 1968), fue un popular personaje que se hizo curiosamente célebre por sus elogios a mujeres que transitaban la vía pública en la ciudad de Córdoba, Argentina, durante la primera mitad del siglo XX.

## Biografía
Se comienzan a tener noticias de la vida de Fernando Albiero Bertapelle cuando arriba a la ciudad de Córdoba y empieza a trabajar de mozo (mesero) en las confiterías (especie de cafés o restoranes de alta categoría) más elegantes del centro de la ciudad.
Es sin embargo en 1936 cuando comienza a llamar la atención de la gente. Ese año, el político y abogado José Aguirre Cámara traba amistad con Bertapelle y consigue que se le dé el puesto de camarero en el Jockey Club cordobés. El Jockey Club era, en esos tiempos, uno de los clubes exclusivos de la aristocracia argentina. Cuando Bertapelle salía de trabajar lo hacía vistiendo a imitación —casi paródica— de los antiguos personajes de abolengo, esto es: con frac, galera (sombrero de copa) y un bastón rematado con una bola de billar de marfil a modo de empuñadura.
Al curioso atuendo le añadía un aún más curioso ramillete de flores que prendía de las solapas, aunque lo más llamativo de todo era su recorrido cotidiano casi ritual, efectuado durante décadas por la calle 9 de Julio (entonces la vía más comercial y concurrida de la ciudad); en toda ocasión que se encontraba con una mujer atractiva Bertapelle le decía barrocos piropos, casi gongorinos, genuinos florilegios llenos de curiosa inventiva.

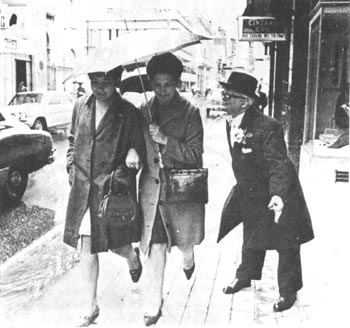
Jardín Florido piropeando a dos mujeres en el centro de Córdoba.

En la década de 1950 llegó a poseer una cantidad suficiente de dinero como para comprar un automóvil de lujo Packard que adornó con un par de floreros a los costados. El conjunto hubiera sido estéticamente kitsch si no hubiera estado dentro de un especial contexto: el de la humorada de los cordobeses argentinos; esto es, resultaba curioso y, sobre todo, risueño.
Mantuvo esas actitudes hasta sus últimos días, por lo que el contraste de sus modos exageradamente refinados y corteses se acentuó al advenir la década de 1960, época en la cual se produjo un cambio de paradigmas morales y —consecuentemente— de modales. Desde entonces, Bertapelle se convirtió en una nostálgica rememoración de épocas supuestamente más inocentes y plenas de galantería, y devino por propia voluntad en una especie de adorno viviente de la ciudad de Córdoba.
Un periodista le apodó inicialmente "Ventanita Florida" (título de un tango-canción entonces en boga); poco después, el pueblo directamente comenzó a llamarle "Jardín Florido" y es con ese apelativo con el que ingresó en el folclore.
La existencia de "Jardín Florido" hubiera sido una de las millares de anécdotas —y acaso de las más intrascendentes— si no hubiera obtenido la categoría de valor simbólico, en este caso el de ser un factor referente para la construcción de identidad de la cultura cordobesa durante el siglo XX. Más aún, pese a su carácter paródico y acaso satírico, "Jardín Florido" significó la emergencia de actores sociales en Argentina: un hijo de inmigrantes que podía acceder a los estratos medios e incluso imitar —humorísticamente— a los grupos adinerados. En efecto, tras lo grotesco existía un elemento de elegante burla en las singulares actitudes de parte de Bertapelle.
Esto explica que años después de su fallecimiento sea recordado en letras musicales, poemas y con modestos monumentos.